# Vicariato apostolico di Ingwavuma
Il vicariato apostolico di Ingwavuma (in latino: Vicariatus Apostolicus Ingvavumensis) è una sede della Chiesa cattolica in Sudafrica immediatamente soggetta alla Santa Sede. Nel 2022 contava 33.283 battezzati su 763.796 abitanti. È retto dal vescovo Vusumuzi Francis Mazibuko, O.M.I.

## Territorio
Il vicariato apostolico si trova nella municipalità distrettuale di Umkhanyakude, nell'estremo nord-est della provincia di KwaZulu-Natal.
Sede vicariale è la città di Ingwavuma, dove sorge la cattedrale del Buon Pastore e di Nostra Signora dei Dolori.
Il territorio è suddiviso in 11 parrocchie.

## Storia
La prefettura apostolica di Ingwavuma fu eretta il 12 novembre 1962 con la bolla Quoniam praecipuas di papa Giovanni XXIII, ricavandone il territorio dalle diocesi di Eshowe e di Manzini.
Il 19 novembre 1990 la prefettura apostolica è stata elevata a vicariato apostolico con la bolla Alacri profecto di papa Giovanni Paolo II.

## Cronotassi dei vescovi
Si omettono i periodi di sede vacante non superiori ai 2 anni o non storicamente accertati.
- Edwin Roy Kinch, O.S.M. † (13 novembre 1962 - 9 maggio 1970 dimesso)
  - Sede vacante (1970-1976)[1]
- Michael Mary O'Shea, O.S.M. † (9 gennaio 1976 - 30 maggio 2006 deceduto)
  - Sede vacante (2006-2008)
- José Luís Gerardo Ponce de León, I.M.C. (24 novembre 2008 - 29 novembre 2013 nominato vescovo di Manzini)[2]
  - Sede vacante (2013-2016)
- Mandla Siegfried Jwara, C.M.M. (30 aprile 2016 - 9 giugno 2021 nominato arcivescovo di Durban)[3]
- Vusumuzi Francis Mazibuko, O.M.I., dal 20 marzo 2023

## Statistiche
Il vicariato apostolico nel 2022 su una popolazione di 763.796 persone contava 33.283 battezzati, corrispondenti al 4,4% del totale.
| anno | popolazione | popolazione | popolazione | presbiteri | presbiteri | presbiteri | presbiteri                | diaconi | religiosi | religiosi | parrocchie |
| anno | battezzati  | totale      | %           | numero     | secolari   | regolari   | battezzati per presbitero | diaconi | uomini    | donne     | parrocchie |
| ---- | ----------- | ----------- | ----------- | ---------- | ---------- | ---------- | ------------------------- | ------- | --------- | --------- | ---------- |
| 1970 | 7.781       | 166.082     | 4,7         | 16         |            | 16         | 486                       |         | 22        | 19        |            |
| 1980 | 10.962      | 232.376     | 4,7         | 11         |            | 11         | 996                       |         | 15        | 16        | 6          |
| 1990 | 15.920      | 344.273     | 4,6         | 12         |            | 12         | 1.326                     |         | 17        | 5         | 5          |
| 1999 | 20.744      | 526.315     | 3,9         | 12         | 1          | 11         | 1.728                     |         | 13        | 4         | 5          |
| 2000 | 21.277      | 538.267     | 4,0         | 12         | 1          | 11         | 1.773                     |         | 12        | 4         | 5          |
| 2001 | 21.646      | 539.545     | 4,0         | 12         | 1          | 11         | 1.803                     |         | 12        | 7         | 5          |
| 2002 | 21.992      | 594.179     | 3,7         | 12         | 1          | 11         | 1.832                     |         | 12        | 8         | 5          |
| 2003 | 22.370      | 592.495     | 3,8         | 12         | 1          | 11         | 1.864                     |         | 12        | 8         | 5          |
| 2004 | 23.054      | 609.180     | 3,8         | 12         | 3          | 9          | 1.921                     | 2       | 11        | 7         | 5          |
| 2010 | 25.801      | 664.552     | 3,9         | 12         | 6          | 6          | 2.150                     |         | 14        | 6         | 5          |
| 2014 | 26.233      | 748.685     | 3,5         | 13         | 7          | 6          | 2.017                     |         | 12        | 5         | 6          |
| 2017 | 30.793      | 772.440     | 4,0         | 13         | 6          | 7          | 2.368                     |         | 12        | 8         | 8          |
| 2020 | 32.920      | 760.950     | 4,3         | 17         | 9          | 8          | 1.936                     |         | 12        | 7         | 11         |
| 2022 | 33.283      | 763.796     | 4,4         | 17         | 7          | 10         | 1.957                     |         | 14        | 6         | 11         |